# Fotografo di scena

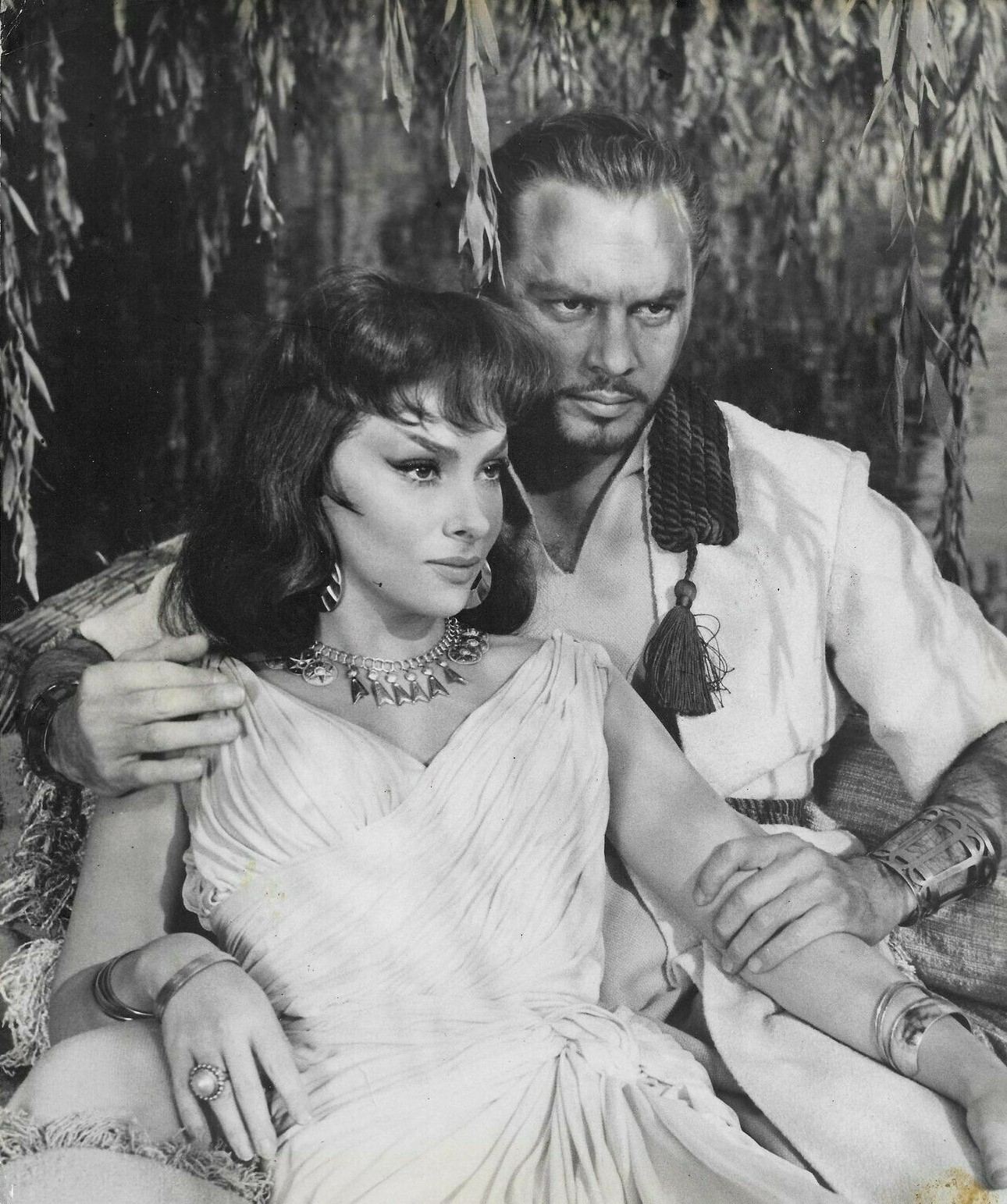
Gina Lollobrigida e Yul Brynner sul set di Salomone e la regina di Saba

Il fotografo di scena è il fotografo che si occupa di scattare immagini sul set del film o sul palcoscenico di uno spettacolo teatrale e delle sue prove.
Nel caso di un film l'attività del fotografo di scena ha di regola il fine principale di pubblicizzare, attraverso la pubblicazione e la circolazione delle foto realizzate, il film stesso. Le foto possono essere scattate durante le riprese di un film o di un videoclip, mentre gli attori recitano, oppure facendo posare gli attori esclusivamente per gli scatti. Le fotografie di quest'ultima tipologia sono dette "posati".
La fotografia di scena in teatro ha fini diversi da quelli della fotografia per il cinema: oltre agli scopi pubblicitari, che in questo caso spesso antecedono l'evento, è spesso presente lo scopo di conservare la memoria dello spettacolo. Tale documentazione può essere usata per la ricostruzione di vecchi allestimenti, utile anche come materia di studio per la creazione di nuovi, o per lo studio accademico, che nel teatro non sempre è supportato da materiali video.
In ambiente sia cinematografico che teatrale può spesso essere lasciato ampio spazio all'interpretazione del fotografo. Da questo deriva il fatto che in alcuni casi le fotografie vengono ritenute più interessanti del film o dello spettacolo stesso e hanno un autonomo contenuto artistico. I migliori fotografi di scena riescono talvolta a pubblicare libri o a vedere esposte le loro immagini in mostra.
Le fotografie di scena vengono anche usate per la realizzazione dei manifesti e delle locandine, usate come materiale pubblicitario per film e spettacoli. L'autorialità dei fotografi di scena viene però spesso sottovalutata e scavalcata dal marketing per il film o per lo spettacolo che si intende promuovere.

## Storia
Intorno al 1890 i miglioramenti della tecnica e le dimensioni più ridotte dei mezzi fotografici, come la Kodak N1, favorirono il diffondersi di nuove professioni legate alla fotografia come il fotogiornalismo, la street photography e la fotografia di scena. In particolare la diffusione di queste tecniche cambiò il modo di fotografare il teatro contemporaneo. Nacque il ritratto d'attore che rappresentava l'artista come un'icona della società borghese di questi anni. La figura della prima attrice  venne posta al centro dell'attenzione come punto di riferimento di bellezza e intraprendenza. Era ritratta nel costume di scena e le fotografie venivano utilizzate come materiale promozionale per le tournée. Questo tipo di fotografia mostrò per la prima volta i dettagli del volto degli interpreti, che fino a quel momento erano stati visti solo attraverso i binocoli da teatro. 
Inoltre, nei primi anni del Novecento il cinema stava diventando uno spettacolo sempre più popolare e quindi aveva bisogno di promuoversi al grande pubblico. Questo avvenne attraverso il mezzo fotografico, con scatti delle scene principali e locandine. La comunicazione visiva fu un’ottima strategia soprattutto dove erano presenti problemi di analfabetismo. 
All'epoca, il fotografo di scena era visto come un semplice operaio che svolgeva un lavoro di routine, specialmente in ambito teatrale. Per questo diversi fotografi passarono alla realtà cinematografica considerata come la novità e il futuro tecnologico. Questa scelta comportava tempi di lavoro più serrati, perché le prove e le scene girate si svolgevano nel medesimo giorno. Inoltre le rigide regole stilistiche e i limiti tecnici costringevano i fotografi a scattare dalla stessa angolazione della macchina da presa, riproducendo una copia delle più emblematiche scene del film. Le immagini erano documentariste e prive di qualsiasi creatività. A volte era proprio il regista a dare indicazioni al fotografo. Questo era un chiaro segnale di una non ancora riconosciuta professionalità. 
Nel cinema non esisteva ancora la possibilità di visionare immediatamente il lavoro svolto, come accade oggi. Nel 1947 fu di grande aiuto l'invenzione delle istantanee Polaroid, che vennero usate peraltro con parsimonia, visto l’alto costo. Questa nuova tecnologia fu utile per rendere immediato il controllo delle scene principali e della loro sequenzialità. 
Insieme alle fotografie di scena erano previsti anche degli scatti in cui gli attori venivano richiamati sulla scena per riprodurre le pose del film. Le fotografie vennero chiamate "posati" e venivano impiegate per manifesti e locandine. Negli anni cinquanta questa tendenza diminuì, perché comparvero sui set cinematografici nuove figure di fotografi provenienti dalle agenzie di cronaca. Questi erano abituati a cogliere l’attimo, perciò non avevano bisogno dei "posati". Fotografavano a ritmi incalzanti, vendendo i loro servizi ai giornali. Fornivano quotidianamente il lavoro svolto anche al regista che sceglieva le immagini da trasformare in locandine per la promozione del film. 
Intorno agli anni sessanta la fotografia di scena aumentò il proprio valore sociale grazie anche all’introduzione del fotoromanzo (con nuove tecniche di stampa) e del cineromanzo (utilizzando le foto di scena che, scorrendo in successione, raccontavano la pellicola). Questo utilizzo delle fotografie determinò un aumento significativo del loro valore. Non erano più semplici scatti documentaristici, ma vere opere di creatività supportate da nuove tecnologie. La conseguenza fu un aumento della domanda di immagini da parte del cinema e del teatro.
In seguito la figura del fotografo di scena è cresciuta di importanza. Non intende più rinunciare alla propria creatività, anche se rimane sempre un lavoro su commissione, pagato per saper trasmettere emozioni. Il fotografo instaura rapporti sociali e di complicità con gli attori, ottenendo maggiore collaborazione al momento dello scatto. Si confronta con il regista, il quale spesso lascia carta bianca nell’utilizzo del mezzo fotografico. Oggi il fotografo di scena può arrivare a ricoprire anche il ruolo di direttore della fotografia essendo ormai diventato un professionista del settore.

## Metodologia di scatto
Il fotografo di scena deve muoversi con abilità, senza disturbare la troupe, gli attori e il pubblico. Anche quando le condizioni di lavoro non sono delle migliori deve riuscire a cogliere i momenti più emblematici facendosi notare il meno possibile. 
In teatro le inquadrature vengono stabilite durante le prove, sul set cinematografico prima di girare una scena. In questo modo il fotografo ha la possibilità di studiare le giuste angolazioni, valutando le luci e le impostazioni del proprio strumento fotografico. 
Fino alla fine del Novecento, la maggior parte dei fotografi utilizzava fotocamere blimpate, rivestite per evitare il rumore di scatto.  Oggi, tra le fotocamere digitali, esistono strumenti fotografici silenziati. 
L'utilizzo del flash non è consentito. Nel buio di un teatro, il bagliore di un flash provocherebbe fastidio e perdita di concentrazione agli attori ed al pubblico. Ovviamente questa regola vale anche per la scena di un film. Il lampo del flash rovinerebbe sicuramente le riprese e distoglierebbe gli attori dall'interpretazione. In entrambi i casi l’utilizzo del flash modificherebbe l’atmosfera studiata a priori. Solamente la giusta regolazione della fotocamera deve valorizzare gli elementi di scena, senza ricorrere ad illuminazioni integrate.
Il fotografo, attraverso il suo lavoro, deve saper comunicare. Questo è possibile anche grazie all'utilizzo degli obiettivi giusti. Le ottiche con maggiore apertura di campo, come i grandangolari  consentiranno di comprendere più elementi nell'inquadratura, facendo rimanere lo spettatore più esterno alla scena. Al contrario, scegliendo un'ottica con minor ampiezza di campo, come i teleobiettivi, ci saranno meno elementi nell'inquadratura, ma sarà possibile andare più in profondità, trasmettendo un maggior coinvolgimento nella scena.
Un buon risultato finale è garantito dal rispetto di queste regole, ma non solo. Contribuiscono anche il tipo di inquadratura, la composizione, la profondità di campo e non per ultimo l’occhio attento del fotografo capace di cogliere l'attimo. In questi casi la conoscenza della teoria è necessaria, ma sarà la pratica sul campo che costruirà la professionalità del fotografo di scena.

### Posati
La presenza del fotografo di scena è necessaria per scattare le fotografie che serviranno alla promozione della pellicola o della rappresentazione teatrale. Spesso però le immagini catturate sulla scena o durante il backstage non sono sufficienti a pubblicizzare il lavoro svolto. Altre volte è proprio la produzione a prevedere la presenza di ulteriori immagini statiche, cioè "i posati". Sarà il fotografo a guidare gli attori nelle pose da tenere. Il direttore della fotografia imposterà le luci di scena per rimanere fedeli al tema. 
Nei posati, il fotografo di scena è il responsabile ed ha spesso l'ultima parola sul servizio fotografico. I professionisti comunque chiedono spesso il coinvolgimento di quanta più gente possibile: la produzione, il regista, l'ufficio marketing. In questo modo, il lavoro conclusivo può essere la somma di tanti punti vista.
Per questo tipo di attività è ritenuto importante che si crei una sintonia tra chi riprende e chi viene ripreso. La fiducia ottenuta durante le ore di lavoro in scena facilita la disponibilità dell'attore nei confronti del fotografo. Nell'interpretazione per le fotografie, le due parti si impegnano a trasmettere un'emozione in cui si devono riconoscere. In caso contrario, la mancanza di complicità può portare ad un risultato finale soddisfacente ma privo di coinvolgimento.
In ogni caso l'impiego dei "posati" consente di lavorare in un clima più rilassato. In situazioni del genere, gli attori non hanno battute da ricordare o tempi tecnici da rispettare e alcune situazioni le due parti, seppur seguendo le indicazioni della produzione, possono anche improvvisare, lasciando uscire parte della loro personalità.

### Backstage
Le foto di backstage vengono effettuate al di fuori delle riprese di un film o durante le prove in teatro. Sono gli scatti che catturano l'atmosfera di lavoro, le indicazioni del regista, il momento del trucco, le risate tra gli attori. La fotografia di backstage ha raggiunto l’apice negli anni sessanta e settanta, ma anche in seguito è rimasta un tipo di scatto apprezzato e oggetto anche di mostre. 
Il backstage viene a volte definito come la testimonianza di "quello che non si dovrebbe vedere". Un buon risultato è garantito anche grazie al tipo di relazione che si instaura tra il fotografo e gli addetti ai lavori. Il fotografo deve guadagnarsi la fiducia degli attori mostrando quotidianamente il lavoro svolto. Questo garantisce che al momento dello scatto fuori copione possa instaurarsi complicità tra chi riprende e chi viene ripreso. L'attore deve sentirsi a suo agio, deve stare al gioco, magari improvvisando mimiche o gesticolazioni da regalare al fotografo. Anche tra una scena e l'altra o durante un cambio di costumi il fotografo deve essere attento a cogliere attimi preziosi. Può nascere un velo di malinconia sul volto dell'attrice o un momento di nervosismo per un fatto accaduto. Il fotografo deve essere attento a documentare questi attimi attraverso il mezzo fotografico. 
Le fotografie di backstage spesso non includono solo gli interpreti e mostrano invece l'attività di tecnici, truccatori e sarti. Il fotografo può eseguire il servizio mantenendo l'atmosfera del film o dando un taglio personale. Proporre una linea personale alle scene di backstage è un privilegio affidato ai fotografi più esperti. Alcuni registi prima di iniziare a lavorare vogliono essere affiancati da professionisti che garantiscono una certa linea da anni e che sanno dare la loro impronta anche nelle scene di backstage.
La fotografia di backstage è parte integrante della fotografia di scena. Le immagini selezionate per pubblicizzare una pellicola o un'opera teatrale vengono integrate con il racconto dei preparativi. Vengono pubblicati interi cataloghi sulla foto di backstage, tanto che sembra essere diventata una vera moda quella di mostrare il "work in progress" di un lavoro artistico.

## Tecnica
Gli aspetti tecnici della fotografia di scena dipendono dalla sensibilità e dall'esperienza del fotografo, ma anche dai vincoli contrattuali che determinano la linea da tenere e che possono determinare anche le scelte di diaframma, dei tempi di scatto e delle iso.                 
Intervenire sul diaframma, vuol dire regolare la luce in entrata. Il fotografo può trovarsi in teatro in condizioni di scarsa illuminazione o su un set cinematografico con luci adatte alla scena ma difficili da gestire con il mezzo fotografico. Durante le prove è buona regola usare l'esposimetro esterno per misurare l'illuminazione della scena, specialmente quando non è omogenea. La rilevazione viene fatta per ogni cambio di luce, con particolare attenzione per le scene più importanti. In questo modo il fotografo decide con calma la giusta esposizione di ogni momento. È necessario saper intervenire anche sui tempi di scatto in uno stretto rapporto di reciprocità con il diaframma.
La regolazione dei tempi di scatto permette di congelare un movimento o creare l'effetto mosso. 
- Un'esposizione più lunga simula il movimento presente nella scena rendendo la foto più dinamica.[9] I tempi di scatto lunghi consentono anche di creare un effetto scenico particolare, congelando i soggetti immobili e rendendo mossi quelli in movimento.
- Un'esposizione più breve permette al fotografo di congelare mimiche facciali e gesti che ritiene interessanti per la descrizione di un'opera.

Il rapporto di reciprocità fra i due elementi richiede al fotografo, nel caso dell'uso in modalità manuale, di calibrare l'apertura del diaframma e la durata dei tempi di scatto per non scattare fotografie sottoesposte o sovraesposte. Se ci sono cambi di luce veloci invece è consigliabile impostare lo strumento fotografico in "priorità di diaframma": in questo caso l'apertura del diaframma viene decisa dal fotografo, mentre i tempi di scatto vengono calcolati automaticamente dalla macchina.
Se la scena da fotografare è poco illuminata, oltre a calibrare il diaframma, ed i tempi di scatto, è necessario valutare se intervenire anche sugli iso. Quest'ultimo strumento riesce ad aumentare la luminosità del sensore, ottenendo fotografie più chiare. Utilizzando valori troppo alti presenta un fastidioso effetto collaterale. Nelle parti più scure del fotogramma si creano perdite di nitidezza attraverso la presenza di puntini chiamati "rumore". Questo problema è risolvibile intervenendo in postproduzione o evitando valori troppo alti. Per evitare il "rumore" e garantire un'immagine abbastanza chiara è possibile iniziare ad impostare la macchina a 800 ISO, per poi salire a 1600 o 3200 in caso di necessità. Comunque le fotocamere di ultima generazione creano poco "rumore" anche ad iso elevati.
Per evitare perdite di nitidezza, utilizzando iso troppo alti, è sempre meglio lavorare con obiettivi luminosi. Più l'obiettivo è luminoso e più il diaframma potrà raggiungere aperture maggiori. Il fotografo di scena per affrontare al meglio qualsiasi situazione dovrebbe lavorare con ottiche che non hanno luminosità inferiore a f2.8. Perciò anche la scelta del giusto obiettivo è importante. Tra i più versatili teleobiettivi c'è il 70-200mm f/2.8, uno zoom luminoso, stabilizzato, che permette una buona escursione focale nel caso il fotografo non abbia molta libertà di movimento. In caso contrario è sempre bene diversificare le inquadrature per evitare un servizio fotografico monotono, anche utilizzando ottiche fisse come il 35mm f/1.8 o più spinte come l'85mm f/1.8. In caso di teatri più piccoli o situazioni più raccolte può essere sufficiente utilizzare anche l'obiettivo 24-70mm f/2.8.
Con gli strumenti descritti è possibile diversificare le inquadrature a seconda delle necessità, utilizzando anche la tecnica della profondità di campo. Se la scena prevende un gesto o la mimica facciale di un attore allora è quasi sempre necessario valorizzarla. Il diaframma verrà aperto e controbilanciato dai tempi di scatto per ottenere la giusta esposizione. In questo modo il particolare della scena verrà isolato dallo sfondo e quest'ultimo risulterà sfocato, mettendo in risalto l'elemento in primo piano. Il risultato sarà una ridotta profondità di campo che potrà ridursi ancora all'avvicinarsi del fotografo verso il soggetto. Di fronte ad una scena con più attori invece è necessario aumentare la profondità di campo. Il diaframma sarà più chiuso e la distanza del fotografo dagli interpreti sarà maggiore. In questo modo gli attori risulteranno tutti a fuoco.
Il genere di spettacolo e le linee contrattuali possono anche influenzare la scelta di fotografare a colori o in bianco e nero. Per esempio, per alcuni lavori può essere importante conservare la cromaticità di una scenografia, mentre al contrario l'utilizzo del colore può distrarre dalla mimica di un attore durante un monologo. In generale, la sensibilità alle emozioni che un'opera o una pellicola vogliono trasmettere è ritenuta una qualità importante del fotografo di scena. 

### Postproduzione
Per il risultato finale del lavoro di un fotografo di scena è importante anche la fase di postproduzione, spesso sottovalutata dai non addetti ai lavori. L'impiego di un software di fotoritocco richiede tempi significativi e spesso per il lavoro sono necessari scambi di opinioni con il grafico, l'ufficio marketing, il regista, la produzione. 
Nel periodo della fotografia analogica, la fase di postproduzione prevedeva un intervento manuale in camera oscura durante la fase di sviluppo della pellicola di celluloide (rimasta in commercio fino al 2010). L'elaborazione degli scatti richiedeva l'uso di agenti chimici che potessero alterare l'esposizione, la luminosità o i contrasti delle fotografie di scena. Il fotoritocco del periodo della fotografia digitale, definito camera chiara, richiede competenze diverse ma è generalmente più rapido.
Con l'avvento delle tecnologie digitali, molti operatori giovani sono in grado di eseguire interventi di buon livello. Alcune complicazioni vengono segnalate per i fotografi con esperienza su tecniche analogiche che hanno dovuto rivedere il proprio modo di lavorare. 
Il fotoritocco deve sfruttare al massimo il potenziale di uno scatto, senza però modificare un'immagine oltre il limite accordato. Questo dipende anche dal modo in cui è stata scattata una fotografia. Se il lavoro del fotografo prevede continue consegne di immagini, saranno scelti formati più leggeri adatti al trasferimento e con una risoluzione inferiore, come il jpeg. Questa scelta condiziona anche l'intervento del fotoritocco che deve essere meno invasivo per non rischiare di rovinare l'immagine. Con l'uso di formati con risoluzioni maggiori, come il raw, può anche essere adottato un  fotoritocco più elaborato, .